# Trent McClenahan
Trent McClanahan (4 de fevereiro de 1985) é um futebolista profissional australiano que atua como defensor.

## Carreira
Trent McClanahan representou a Seleção Australiana de Futebol, nas Olimpíadas de 2008. 